# Старо-Василевская волость
Старо-Василевская волость — волость в составе Егорьевского уезда Рязанской губернии. Административным центром волости была деревня Старо-Василево.

## Состав
На 1885 год в состав Старо-Василевской волости входило 2 села и 12 деревень.
| Вид     | Наименование   | Население, чел. (1885 год) | Население, чел. (1905 год) |
| ------- | -------------- | -------------------------- | -------------------------- |
| село    | Знаменское     | 626                        | 655                        |
| деревня | Федотиха       | 176                        | 192                        |
| деревня | Деревнищи      | 243                        | 323                        |
| деревня | Запутное       | 609                        | 604                        |
| деревня | Горки          | 319                        | 335                        |
| деревня | Алексино       | 329                        | 374                        |
| деревня | Старо-Василево | 330                        | 359                        |
| деревня | Лесково        | 143                        | 160                        |
| деревня | Денисиха       | 255                        | 230                        |
| деревня | Чадлево        | 231                        | 256                        |
| деревня | Позняки        | 243                        | 325                        |
| деревня | Екимовская     | 45                         | 11                         |
| деревня | Малое Гридино  | 222                        | 229                        |
| село    | Шатур          | 49                         | 52                         |

## Землевладение
Население составляли 32 сельские общины. Из них 28 общин бывшие помещичьи крестьяне, 3 общины полных собственников и одна община государственных. Все общины, кроме одной, имели общинную форму землевладения. Земля в одной общине делилась по наличным работникам, в 3 общинах полных собственников не переделялась ещё с IX ревизии, во всех остальных делилась по ревизским душам. Луга делились или одновременно с пашней, или ежегодно. Лес в основном делился ежегодно.
Почти во всех общинах брали в аренду покосы и пастбища. Домохозяева, имевшие арендную землю, составляли около 32 % всего числа домохозяев волости.

## Сельское хозяйство
Крестьяне сажали рожь, гречиху и картофель. В одной общине сеяли овёс. Топили дровами и сучьями, в основном из собственных лесов.

## Местные и отхожие промыслы
Основными местными промыслами волости были ткание нанки и размотка бумаги. В 1885 году местными промыслами занимались 903 мужчины и 800 женщин. Бумаготкацким промыслом занимались 433 мужчины и 560 женщин, из которых 319 мужчин и 329 женщин ткали на ручных станках, 94 мужчины и 222 женщины мотали бумагу на шпули, 20 мужчин и 9 женщин работали на ткацких фабриках. Кроме того 146 мужчин и 96 женщин занимались выделкой спичек на спичечных фабриках, 96 мужчин занимались изготовлением грабель и спичечных станков, 5 мужчин и 119 женщин занимались верчением коробок для спичек, 48 мужчин выжигали уголь, 52 мужчины пилили и перевозили дрова, 49 человек мастеровых. В 11 общинах многие семьи занимались сбором грибов, клюквы и плауна.
Отхожие промыслы не были развиты. Всего уходили на заработки 40 мужчин и 13 женщин. Из мужчин — 9 ткачей, 2 кузнеца, 5 торговцев, 4 спичечника, 1 сапожник, 6 человек расписывали посуду, остальные чернорабочие, кучера, дворники и пр. Из женщин — 5 ткачих, 1 кружевница, 2 торговки, 1 расписывала посуду, остальные кухарки.

## Инфраструктура
В 1885 году в волости имелось 20 спичечных фабрик, 3 столярных заведения, 1 заведение для приготовления водки, 1 ветряная мельница, 5 кузниц, 1 трактир, 5 питейных заведений, 2 чайных и 4 мелочных лавки. Школа была одна, церковно-приходская в селе Шатур. Во многих общинах были местные учителя.